# Mirosław Mieńko
Mirosław Mieńko (ur. 22 grudnia 1976 w Słupsku) – polski operator filmowy, dźwiękowiec.

## Życiorys
W latach 2001–2005 studiował na Wydziale Realizacji Obrazu Filmowego, Telewizyjnego i Fotografii w Wyższej Szkole Sztuki i Projektowania w Łodzi. Od 2000 pracuje w TVP..

## Wybrana filmografia

### operator
- 2000: "Sukces" serial telewizyjny TVP (1-12 odc.)

### dźwięk
- 2008: "Skarby Ani K"
- 2005: "WSSIP"
- 2005: "Inspiracje"
- 2002: "Świadek koronny"

### produkcja
- 2000: "Prawda przeciw Prawdzie"- dokument TVP reż. Janusz Kieszkiewicz
- 2005: "Pasjonaci" (program Włodzimierza Zientarskiego i Macieja Zientarskiego)-współpraca przy realizacji programu.

## Teatr TV
- 2000: "Razem" reż Feliks Falk – operator